# Podzamczysk
Podzamczysk – kolonia wsi Zamczysk w Polsce, położona w województwie podlaskim, w powiecie białostockim, w gminie Czarna Białostocka.
W latach 1975–1998 kolonia administracyjnie należała do województwa białostockiego.